# Déjà plus ou moins mort
Déjà plus ou moins mort est le 7e épisode de la saison 2 de la série télévisée The Walking Dead. Il s'agit également du mid-season de la saison, le dernier épisode diffusé avant la pause hivernale.
Ecrit par Scott M. Gimple et réalisé par Michelle MacLaren, l'épisode suit les aventures du groupe de Rick Grimes dans la ferme des Greene alors que Glenn révèle au groupe que la grange d'Hershel est remplie de rôdeurs. Cette annonce divise le groupe qui ne sait plus quoi faire tandis qu'Hershel fixe une date à laquelle le groupe devra quitter la ferme à moins que Rick effectue une tâche difficile pour lui. Shane quant à lui perd peu à peu la raison lorsque certains de ses secrets sont révélés tandis que Carol commence à douter que sa fille Sophia soit retrouvée.
La mort de la petite Sophia est un thème important dans cet épisode; la jeune fille étant achevée par Rick après sa transformation en rôdeur. Robert Kirkman estime que la décision de tuer Sophia ajoute plus de dimension à la série et crée plus de flexibilité en ce qui concerne la progression du scénario. Ce dernier est d'ailleurs très différent de l'histoire dans les comics, Carol mourant très tôt dans l'histoire tandis que Sophia survie. « Déjà plus ou moins mort » est acclamé par les critiques, qui saluent la conclusion de l'épisode et le développement des personnages. Lors de sa diffusion aux États-Unis, l'épisode a atteint 6,62 millions de téléspectateurs et une note de 3,5 dans la tranche démographique 18-49, selon les notes de Nielsen. La série est devenue l'émission télévisée sur le câble la mieux notée de la journée, ainsi que le quatrième programme câblé le plus regardé de cette semaine la.

## Intrigue
Glenn, à la demande de Dale, dévoile au groupe que la grange de la famille Greene est remplie de rôdeurs. Le groupe inspecte la grange pour se rendre compte de la gravité de la situation. Shane souhaite que le groupe élimine tous les rôdeurs mais Rick pense qu'ils doivent obtenir la bénédiction d'Hershel car ils sont toujours des invités sur sa propriété. Shane critique alors Rick concernant sa décision de poursuivre les recherches selon lui inutiles pour retrouver Sophia, ce qui exaspère Daryl. Plus tard, Maggie Greene confronte Glenn à propos de la révélation du secret de la grange au groupe, mais Glenn lui rétorque que son bien-être personnel est plus important que ses affections. Carol essaie d'empêcher Daryl de chercher Sophia seule, mais il revient plus tard pour lui montrer une autre rose Cherokee, aidant à restaurer la foi de Carol dans le fait qu'elle trouvera Sophia. Rick confronte Shane à propos de son attitude provocante. Les deux se disputent jusqu'à ce que Rick lui dévoile que Lori est enceinte. Alors que Rick part, Shane le félicite, mais est choqué et abasourdi par cette révélation.
Rick aborde Hershel au sujet des rôdeurs dans la grange, mais Hershel refuse de leur permettre de leur nuire. Lui, Maggie et Jimmy amènent Rick dans un marais forestier où deux rôdeurs sont coincés. Hershel insiste sur le fait que si le groupe de Rick doit rester dans sa ferme, ils doivent traiter les rôdeurs comme des personnes vivantes et montre à Rick comment piéger et ramener les rôdeurs jusqu'à la ferme. Pendant ce temps, Shane confronte Lori à propos de sa grossesse, se pensant être le père biologique. Lori nie et Shane s'en va, mais Carl l'arrête, insistant pour qu'ils restent et recherchent Sophia. Dale, témoin de cela, avertit Andrea du comportement de Shane, puis distrait les autres assez longtemps pour prendre les armes du camp et les cacher dans le marais. Shane découvre les armes manquantes et traque Dale, exigeant qu'il les rende lors d'une discussion houleuse. Dale cède et donne les armes à Shane, mais l'avertit sur le fait de perdre son humanité. Shane répond qu'ils sont "déjà presque morts".
Shane arme le reste du groupe et ils convergent vers la grange juste au moment où Hershel, Rick et les autres reviennent avec les rôdeurs piégés. Shane hurle que les rôdeurs ne sont pas des personnes et tire à plusieurs reprises sur l'un des rôdeurs captifs dans la poitrine pour prouver sa nature morte-vivante à Hershel avant de casser les serrures des portes de la grange. Les rôdeurs commencent à sortir tandis Shane, Andrea, T-Dog, Daryl et Glenn se dressent face à la grange pour les achever pendant que le reste du groupe et la famille Greene sont témoins de la scène. Au dernier moment, alors que tous les rôdeurs semblent avoir été éliminés, un dernier rôdeur fait son apparition : la petite Sophia. Le groupe est paralysé par le choc et la tristesse, incapable d'agir alors que Carol se précipite vers sa fille mais est rattrapée par Daryl avec qui elle s'effondre en larmes tandis que Sophia marche vers eux. Seul Rick est capable de prendre la décision de s'avancer et d'achever la petite fille.

## Distribution

### Personnages principaux
- Andrew Lincoln (VF : Tanguy Goasdoué) : Rick Grimes
- Jon Bernthal (VF : Jérôme Pauwels) : Shane Walsh
- Sarah Wayne Callies (VF : Gaëlle Savary) : Lori Grimes
- Laurie Holden (VF : Déborah Perret) : Andrea Harrison
- Jeffrey DeMunn (VF : Jean-Luc Kayser) : Dale Horvath
- Steven Yeun (VF : Benoît DuPac)  : Glenn Rhee
- Chandler Riggs (VF : Gwenaëlle Jegou) : Carl Grimes
- Norman Reedus (VF : Emmanuel Karsen) : Daryl Dixon

#### Co-acteurs principaux
- Melissa McBride (VF : Françoise Rigal) : Carol Peletier

### Acteurs récurrents
- IronE Singleton (VF : Gilles Morvan) : T-Dog (12 ép)isodes
- Madison Lintz : Sophia Peletier, la fille de Carol et d'Ed Peletier
- Lauren Cohan (VF : Marie Giraudon) : Maggie Greene, fille aînée d'Hershel Greene
- Emily Kinney : Beth Greene, fille cadette d'Hershel
- Scott Wilson (VF : Michel Ruhl) : Hershel Greene
- Jane McNeill : Patricia Greene, la femme d'Otis
- James McCune : Jimmy, le petit ami de Beth Greene

## Production

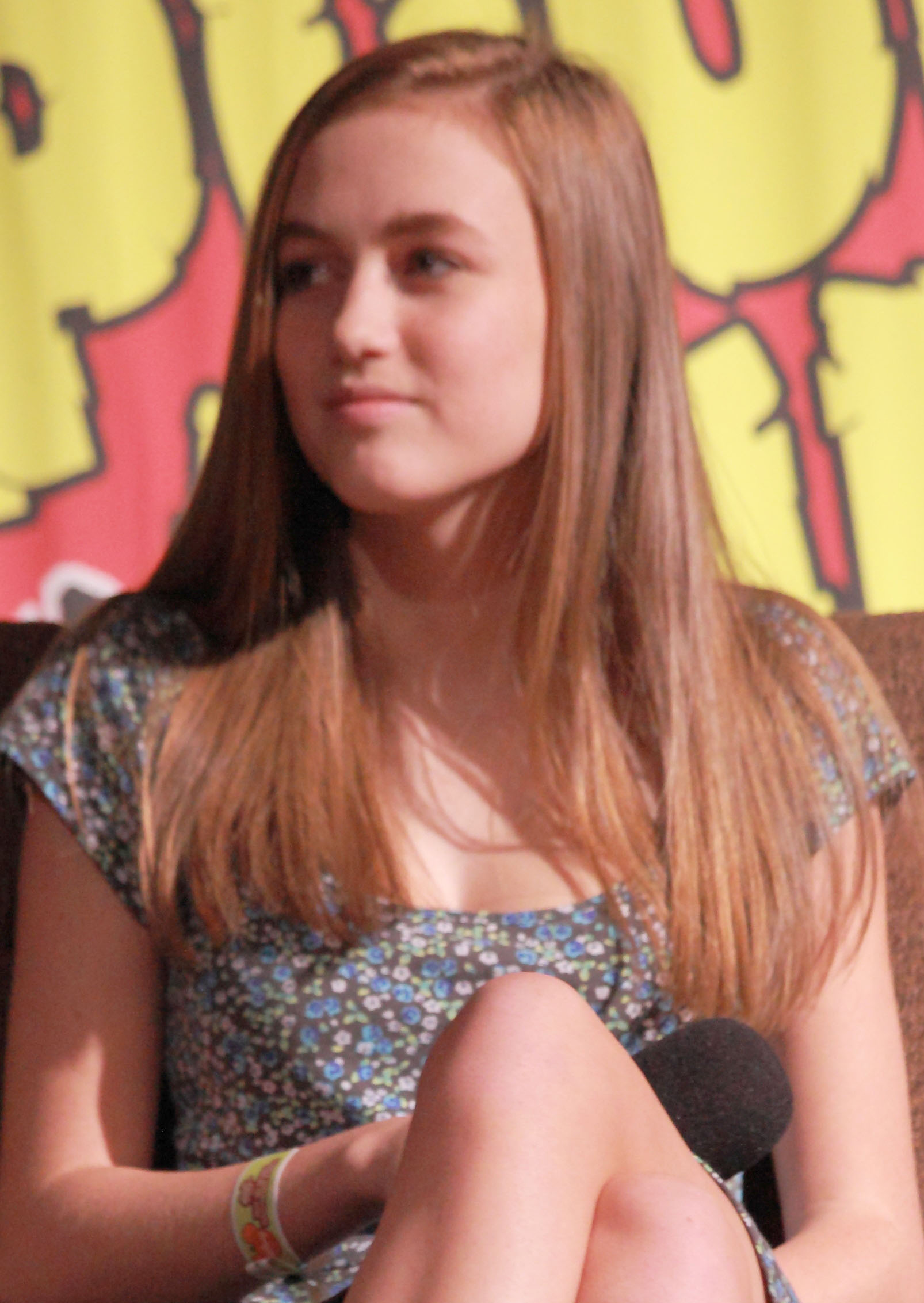
Madison Lintz interprète le rôle de Sophia Peletier. Cet épisode marque la mort du personnage.

Déjà plus ou moins mort est écrit par Scott M. Gimple et réalisé par Michelle MacLaren.  L'épisode met en scène les acteurs récurrents Lauren Cohan, Scott Wilson, IronE Singleton, Madison Lintz, Emily Kinney, Jane McNeill, James Allen McCune et Amber Chaney. À la suite de la diffusion de l'épisode précédent, Secrets, Robert Kirkman fait la promotion de l'épisode suivant : Déjà plus ou moins mort. Il déclare alors : « Il y a des gros arcs narratifs dans cet épisode que nous allons terminer dans une certaine mesure. Dans la salle des écrivains, nous étions pleinement conscients que nous allions faire une pause, alors nous avons définitivement terminer certains sujets. Je pense que les spectateurs vont être un peu choqués. »
La mort de Sophia est un évènement majeur dans cet épisode, affectant considérablement le sujet même de l'épisode et même du début de la saison : la recherche de la petite fille de Carol. Après que le groupe ait tiré sur les rôdeurs cachés dans la grange de Hershel, Sophia apparaît en tant que rôdeurs, à la grande consternation du groupe. Un Rick Grimes perturbé et désemparé sort son arme et prend la décision de lui tirer dessus. Bien qu'elle soit initialement surprise que son personnage soit tué, Madison Lintz en conclue qu'elle comprend les conséquences de cette mort sur la série. Lintz affirme que jouer un rôdeur est une bonne expérience pour elle, déclarant que plus tard elle « allait regarder en arrière et dire que c'était incroyable ». Robert Kirkman estime que tuer Sophia ajoute une nouvelle dimension à la série, ainsi que plus de flexibilité à la progression de son scénario. « Quand une bonne idée surgit, il faut y aller », explique t-il : « Sophia est un personnage qui est toujours vivant dans la série de bandes dessinées et qui a beaucoup contribué au récit global et a pris part à de nombreuses intrigues pour de nombreux personnages différents. Voir Carol survivre à la place de sa fille, à l'inverse des bandes dessinées, va mener à des histoires intéressantes mais différentes. »  Bien que Kirkman ne soit pas sur le plateau lors du tournage de la scène, Gimple récupère en souvenir les douilles factices qui ont servies au tournage pour les acteurs. La scène surnommée « Barnageddon » (il s'agit d'un jeu de mots entre barn, qui veut littéralement dire en français « grange », et l'Armageddon) par la production, Kirkman affirme qu'il avait mis l'accent sur l'imprévisibilité lors de la création de la scène. Le choc que cette scène provoque à l'époque démontre une chose : avec un enfant qui trouve la mort, aucun des personnages n'est réellement épargné et une nouvelle ère, plus sombre, débute à partir de cet épisode.

« C'est bien de savoir que les gens ne l'ont pas vu venir. C'est une grande préoccupation lorsque vous avez ce genre de scénario et que vous menez à ce genre de révélation. Vous ne voulez pas que les gens s'y attendent, surtout dans The Walking Dead. Je suis fier du fait que, lorsque vous prenez un numéro de la bande dessinée, vous ne savez pas ce qui va se passer à tout moment. Donc, chaque fois que nous pouvons intégrer un retournement de situation dans la série et maintenir cela dans un environnement télévisuel, c'est très excitant pour moi. Je suis content que les gens soient pris au dépourvu. »

D'autres thèmes répandus dans l'épisode incluent la grossesse de Lori. Après s'être disputé, Rick révèle à Shane la grossesse. Bien qu'il n'ait pas demandé qui est le père biologique, Robert Kirkman estime que Rick est  « assez intelligent pour savoir si l'enfant est soit le sien, soit celui de Shane et qu'il n'y avait peut-être aucun moyen de le savoir ». Il poursuit : « Dire cela à sa femme, qu'il aime, ne sera que douloureux pour elle. Je pense que c'est lui qui est un bon mari et qu'il montre sa formidable capacité de leadership en ce sens, il peut se mettre de côté pour le bien de quelqu'un d'autre. » Il existe une réflexion philosophique propre et semblable dans cet épisode et présente dans les premières saisons de la série : en effet, Hershel considère les infectés comme des personnes malades et selon lui, il ne faut pas les abattre. C'est à ce moment la que la réflexion se fait : tuer un zombie est-il un acte miséricordieux ou inhumain ? Ces derniers ont ils encore de l'humanité ?